# Oceanhorn 2: Knights of the Lost Realm
Oceanhorn 2: Knights of the Lost Realm — це пригодницька відеогра з відкритим світом, розроблена фінською студією Cornfox & Bros. Вона була випущена як ексклюзив Apple Arcade 19 вересня 2019 року. Це приквел гри Oceanhorn: Monster of Uncharted Seas 2013 року і відбувається за тисячоліття до подій гри. Порт для Nintendo Switch випущений 28 жовтня 2020 року  Була оголошена версія для консолей і ПК наступного покоління, яка буде опублікована у партнерстві з FDG Entertainment . 
Геймплей і графічний дизайн Oceanhorn 2 дуже нагадують відеоігри The Legend of Zelda, ігровий процес копіює цілий ряд лінійних ігор з історії саги, а стиль дуже схожий на Breath of the Wild . 

## Сюжет
У бурхливу ніч демон Мезмерот дарує майстру Мейферу дитину з проханням про належний догляд.
Через роки «Герой», тепер уже дорослий, прибуває на острів вигнанців, щоб отримати скриньку, необхідну для того, щоб стати лицарем. Повернувшись до свого міста, Герой продовжує своє навчання разом з другом-роботом Геном. Оглядаючи дирижабль, який зазнав аварії, він натрапляє на дівчину Трін і бере її зі собою до міста. Але за нею приходять Темні солдати,  оскільки вона знає секретну інформацію.
Головний герой, Трін, Мейфер і Ген втікають до Білого міста, де дізнаються, що Мезмерот планує завоювати трон і правити королівством. Щоб запобігти цьому, Герой і його товариші починають свою подорож, щоб знайти три священні емблеми Сонця, Землі та Океану. У Великому лісі Пірта Герой вбиває Чору Туйка і отримує емблему Землі; Пізніше вони їдуть до Субмерії, де вбивають Юрмалу, гігантську черепаху-демона, і дістають емблему Океану.
Повертаючись до Білого міста, Мезмерот і його темні солдати атакують Субмерію за допомогою дирижаблів і армади. Щоб захистити себе, Трін пробуджує Оушенхорна, могутнього робота-монстра. Герой, генерал і майстер Мейфер проникають на командний корабель армади. Досягнувши командного центру корабля, Мезмерот показує, що Ген є його темним слугою, і телепортується. Герой, Трін і майстер Мейфер повертаються до Білого міста. Архімед, лідер Аркадії, просить їх знайти і повернути емблему Сонця, щоб завершити його проект порятунку Аркадії. Герой протистоїть Мезмероту і отримує емблему Сонця, але його ворог втік і продовжує втілення свого плану знищення Білого міста за допомогою темної сили, відомої як Трилот. Потім лицарі повертаються до Білого міста, де з’являються Оушенхорн (тепер під контролем Мезмерота) та інші Живі фортеці, які знищують місто. У той час як майстер Мейфер втік з усіма аркадійцями в безпечне місце, Герой протистоїть Оушенхорну і втікає з Трін, однак Оушенхорн вижив у бою.
Після титрів з'ясовується, що Герой так і не отримав емблему Сонця, яка зараз втрачена.

## Оцінки
Oceanhorn 2 отримав змішані або середні відгуки.     Невдовзі після запуску його описали як один із « вбивчих ексклюзивів» Apple Arcade. 
| Сайт       | Оцінка |
| ---------- | ------ |
| Metacritic | 69/100 |

## Зовнішні посилання
- Офіційний сайт